# Wendehalsfrösche

Phrynomantis bifasciatus, laufend

Wendehalsfrösche (Phrynomantis) sind eine Gattung aus der Familie der Engmaulfrösche. Sie ist die einzige Gattung der Unterfamilie Phrynomerinae.

## Beschreibung
Die Pupillen sind rundlich, es kann sowohl der vertikale als auch der horizontale Durchmesser überwiegen. Die Zunge ist groß, länglich, hinten eingeschnitten und frei abhebbar. Gaumenzähne fehlen. Auf dem Gaumen ist zwischen den Choanen eine häutige Querfalte vorhanden. Das Trommelfell ist nicht oder nur schwach sichtbar. Finger und Zehen weisen keine Schwimmhaut auf. Finger- und Zehenspitzen sind mehr oder weniger aufgetrieben oder zu deutlichen Haftscheiben verbreitert. Die Endphalangen sind T-förmig und knöchern. Die Praecoracoide und das Omosternum fehlen. Das Sternum ist knorpelig. Die Querfortsätze des Sacralwirbels sind stark verbreitert.

## Vorkommen
Die Gattung kommt in Afrika südlich der Sahara vor.

## Systematik
Die Gattung Phrynomantis wurde 1867 von Wilhelm Peters erstmals beschrieben. Sie ist die einzige Gattung der Unterfamilie Phrynomerinae Noble, 1931. Sie umfasst 5 Arten:
Stand: 12. Dezember 2017
- Phrynomantis affinis Boulenger, 1901
- Phrynomantis annectens Werner, 1910
- Phrynomantis bifasciatus (Smith, 1847)
- Phrynomantis microps Peters, 1875
- Phrynomantis somalicus (Scortecci, 1941)